# Ferrovia Balham-Beckenham Junction
La ferrovia Balham-Beckenham Junction (in inglese Crystal Palace line) è una linea ferroviaria britannica che collega Balham, nel borgo londinese di Wandsworth, a Beckenham, nel borgo di Bromley.

## Storia
La prima parte della linea, tra New Wandsworth e Crystal Palace (Low Level), fu inaugurata il 1º dicembre 1856 dalla società West End of London and Crystal Palace Railway. Nel 1857 il percorso fu esteso a Norwood.
Il 3 maggio 1858 la società aprì un'estensione da Bromley Junction (vicino a Norwood Junction) alla stazione di Shortlands (allora chiamata Bromley), passando per la stazione di Beckenham Junction.

L'anno successivo la linea originale da Pimlico a Norwood Junction fu venduta alla London Brighton and South Coast Railway e la sezione da Bromley Junction a Shortlands alla London, Chatham and Dover Railway, ma la WEL&CPR continuò a fornire il proprio servizio passeggeri.
Le due metà furono riunite nel 1921 come parte della Southern Railway in seguito alla promulgazione del Grouping Act.

## Caratteristiche

### Percorso
| Continuation backward |

| Station on track |

| Unknown route-map component "CONTgq" | Unknown route-map component "ABZgr" |  |

| Non-passenger station/depot on track |

| Stop on track |

| Enter and exit short tunnel |

| Unknown route-map component "CONTgq" | Unknown route-map component "KRZol+l" | Unknown route-map component "CONTfq" |

| Stop on track |

| Stop on track |

| Unknown route-map component "tSTRa" |

|                            |
| galleria di Crystal Palace |

| Unknown route-map component "cd" | Unknown route-map component "cd" | Unknown route-map component "cd" + Unknown route-map component "tSTRe@f" | Unknown route-map component "cd" + Unknown route-map component "exKHSTa" |  |

| Unknown route-map component "d" |  | + Unknown route-map component "vSHI2gl-" + Unknown route-map component "exSTRl~L" | + Unknown route-map component "exSTRl~R" + Unknown route-map component "exlCONTf@Fq" |

| Unknown route-map component "d" |  | Unknown route-map component "vBHF" |  |

|  | Unknown route-map component "d" + Unknown route-map component "kABZg3" | Unknown route-map component "d" + Unknown route-map component "kSTR2" |  |

| + Unknown route-map component "CONTgq" | + Unknown route-map component "kABZq1" | Unknown route-map component "d" + Unknown route-map component "KRZo+k4" | + Unknown route-map component "kSTRc1" + Unknown route-map component "KSTRaq" | Unknown route-map component "d" + Unknown route-map component "kABZq+4" | + Unknown route-map component "CONTfq" |

| + Unknown route-map component "uCONTgq" | Unknown route-map component "d" + Unknown route-map component "umvSTR+r-STR" |  |  |

|  | Unknown route-map component "d" + Unknown route-map component "uvBHF-" + Unknown route-map component "v-BHF" |

| Unknown route-map component "c" | Unknown route-map component "d" + Unknown route-map component "uvLSTR-" + Unknown route-map component "v-STR" | Unknown route-map component "c" | + Unknown route-map component "CONT1+f" |

| + Unknown route-map component "CONTg@Gq" + Unknown route-map component "lKRZo+L" | Unknown route-map component "c" | Unknown route-map component "d" + Unknown route-map component "uvLSTR-" + Unknown route-map component "v-STR" | Unknown route-map component "c" | + Straight track + Unknown route-map component "STRc2" | + Unknown route-map component "ABZq+3" + Unknown route-map component "lCONTf@Fq" + Unknown route-map component "lKRZo+R" |

|  | Unknown route-map component "c" | Unknown route-map component "d" + Unknown route-map component "uvLSTR-" | Unknown route-map component "c" + Unknown route-map component "vÜSTl" | + Unknown route-map component "ABZg+1" | + Unknown route-map component "STRc4" |

|  | Unknown route-map component "c" | Unknown route-map component "d" + Unknown route-map component "uvKBHFe-" | Unknown route-map component "c" + Unknown route-map component "vKBHFe-BHF" |  |  |

|  | Unknown route-map component "c" | Unknown route-map component "d" | Unknown route-map component "c" + Unknown route-map component "v-CONTf" |  |  |

Partendo dalla stazione di Balham, giunta presso il bivio di Balham, la linea si distacca dalla diramazione di Londra Victoria della ferrovia Londra-Brighton e prosegue in direzione Beckenham Junction, passando per Streatham Hill e Crystal Palace.
A Norwood, la linea si incrocia con la ferrovia Peckham Rye-Horsham e, appena oltre Crystal Palace, incontra nuovamente la ferrovia Londra-Brighton, ma questa volta la diramazione di London Bridge.

Tra Birkbeck e Beckenham, la linea costeggia una delle linee della rete del Tramlink e ha incroci con la ferrovia Lewisham-Hayes e la ferrovia Londra-Dover/Ramsgate, nel punto in cui termina, a Beckenham Junction.

## Traffico
La Southern fornisce la maggior parte dei servizi, con servizi da Londra Victoria che passano per West Croydon e servizi da London Bridge che terminano a Beckenham Junction.
La linea fornisce anche una deviazione per i servizi della rete Thameslink che evitano London Bridge (di solito solo nelle ore di punta o durante la notte, oppure in caso di eventi straordinari come i lavori di ammodernamento rientranti nel "Programma Thameslink" che hanno reso necessario che alcuni servizi da Bedford a Brighton attraversassero questa tratta per tutto il giorno). In genere, comunque, non fermano in nessuna stazione della linea.
Il tratto da Beckenham Junction a Birkbeck è stato in parte convertito per il Tramlink, con tram che vanno da Beckenham a Croydon e Wimbledon.